# 马萨尔法萨尔
马萨尔法萨尔，是西班牙巴伦西亚自治区巴伦西亚省的一个市镇。总面积3平方公里，总人口1412人（2001年），人口密度471人/平方公里。